# Верхний Дудкинский
Верхний Дудкинский — небольшой необитаемый остров на реке Уфе, территориально входит в Кировский район (Уфа) города Уфа Республики Башкортостан). Расположен по левую сторону от судоходного фарватера реки Уфа. На правом берегу — остановки пассажирского транспорта «Трамплин» и «Олимпик парк». Доступен по канатной дороге, на пароме, который заменил оживлённый Дудкин перевоз.

## Описание
Остров покрыт лесом (осина, ива, клён). Западный и северо-западный берега, выходящие на фарватер, песчаные, остальные берега заболоченные. На острове отсутствуют какие-либо постройки, но в глубине южной части острова имеется небольшая поляна.
В непосредственной близости от северо-западной оконечности острова лежит намывной островок. Он почти целиком состоит из мельчайшего песка желтоватого цвета и по праву носит неофициальное название Райского острова. В засушливые годы, как например в 2010 году, Верхне-Дудкинский остров соединялся сухопутной перемычкой с Райским островом. В середине лета их разделяет мелководная протока. Благодаря ей, в июле-августе оба острова легко доступны.

## Названия
Согласно данным энциклопедии С. Синенко «Уфа старая и новая», Верхне-Дудкинский, или Тужиловский, остров на р. Уфе имеет два названия. Первое название — официальное, дано острову топографами по имени д. Верхнее Дудкино на левом берегу реки. Второе название — по имени д. Тужиловки на правом берегу р. Уфы, встречается на картах начала XIX в.